# Break the Science Barrier
Break the Science Barrier é um documentário televisivo de 1996 escrito e apresentado por Richard Dawkins, que promove o ponto de vista de que o esforço científico não é apenas útil, mas também intelectualmente estimulante e excitante. Apresentando entrevistas com muitas figuras conhecidas do mundo da ciência e de outros lugares, foi originalmente transmitido no Canal 4 do Reino Unido. — a primeira de uma série de colaborações entre Dawkins e a estação – antes de ser lançado em DVD mais de uma década depois. O documentário contém muitos dos temas posteriormente expostos em seu livro Unweaving the Rainbow, que foi publicado dois anos após a transmissão inicial.